# Ngọc Tân
Ngọc Tân tên đầy đủ Nguyễn Ngọc Tân (sinh năm 1948 tại Đồ Sơn, Hải Phòng – 6 tháng 9 năm 2004) là một nam ca sĩ kiêm diễn viên, nhà tổ chức biểu diễn nghệ thuật người Việt Nam.

## Tiểu sử
Ngọc Tân tên khai sinh Nguyễn Ngọc Tân sinh năm 1948 tại quận Đồ Sơn, thành phố Hải Phòng và lớn lên ở Hà Nội. Ông là ca sĩ nổi tiếng với ca khúc "Chiều trên bến cảng", "Khoảnh khắc" và những ca khúc về Hà Nội như "Hà Nội và tôi", "Người Hà Nội", "Hà Nội ngày trở về", "Hà nội ngày chia xa”, "Hà Nội mùa lá bay"... Điểm rất khác biệt của Ngọc Tân là ông thường hát những bài hát rất khó hát, vừa điêu luyện trong xướng âm và chuẩn xác, vừa tự đệm ghi ta, pianô cho mình hát. Giọng ca của ông từng được công chúng, cũng như giới chuyên môn đánh giá là một trong những ca sĩ thuộc "thế hệ vàng" của Hà Nội.
Ngọc Tân xuất thân trong gia đình có bố là một thợ sửa đồng hồ ở quận Kiến An, thành phố Hải Phòng, mẹ là một nữ quản ca (ca trưởng) trong nhà thờ thuộc giáo sứ Đồ Sơn; được mẹ tập hát từ nhỏ và nhờ năng khiếu bẩm sinh, ông có một giọng hát ấm và cao vút. Ca sĩ Trần Khánh - đồng hương của Ngọc Tân là người đã phát hiện được khả năng của Ngọc Tân, và đã đưa ông vào Đoàn Ca nhạc Đài Tiếng nói Việt Nam; rồi được cử đi học thanh nhạc ở Nhạc viện Hà Nội, suốt 11 năm Ngọc Tân chỉ được hát đồng ca và lặng lẽ làm nhiệm vụ dạy hát trên làn sóng đài phát thanh.
Ngọc Tân bắt đầu sự nghiệp ca hát từ năm 1978, lần đầu tiên Ngọc Tân bước ra khỏi dàn hợp xướng, khi cùng Thanh Hoa song ca bài "Con kênh ta đào" của Phạm Tuyên và chỉ một năm sau ông đoạt Giải đặc biệt cuộc thi nhạc nhẹ Con người và biển cả tại Cộng hòa Dân chủ Đức (năm 1979) với ca khúc "Chiều trên bến cảng" của Nguyễn Đức Toàn. Ông từng là diễn viên Đoàn Ca múa nhạc Bông Sen Thành phố Hồ Chí Minh.
Vào thập niên 1980, Ngọc Tân vượt biên trốn ra nước ngoài bằng đường biển vì lý do kinh tế. Việc không thành, vợ mất trong chuyến vượt biên, ông bị kỷ luật và không được hát trên Đài Tiếng nói Việt Nam. Vì lý lịch ở tù, nên ông lên sân khấu phải lấy tên là Ngọc Hà, Bảo Hà.... Mặc dù đổi tên, ở nhiều nơi ông vẫn không được phép trình diễn.
Cuộc đời của ca sĩ Ngọc Tân dừng lại ở tuổi 56, với 37 năm ca hát. Ông mất vì ung thư tại bệnh viện Chợ Rẫy, Thành phố Hồ Chí Minh .

## Biển và Hà Nội
Ngọc Tân là ca sĩ chuyên hát về hai chủ đề - Biển và Hà Nội:
1. Biển:
  - Chiều trên bến cảng (Nguyễn Đức Toàn);
  - Biển của một thời (1994) - Chương trình riêng (liveshow);
2. Hà Nội:
  - Nhớ về Hà Nội (Hoàng Hiệp);
  - Truyền thuyết Hồ Gươm (Hoàng Phúc Thắng);
  - Hà Nội và tôi (Lê Vinh);
  - Về lại phố xưa (Nguyễn Đức Toàn);
  - Nhớ vòng tay mẹ (Lương Hải);
  - Một thoáng Hà Nội và em (Hà Vinh)
  - Hà nội mùa lá bay (Hữu Xuân);

Ngoài ra, Ngọc Tân còn nổi tiếng với ca khúc Khoảnh khắc (Trương Quý Hải).
- Koibito yo - Người yêu dấu ơi - Ngọc Tân...

## Tư tưởng
| “                | Bí quyết của thành công là quá trình lao động không ngừng. Thiên phú, trời đã cho tôi cái cổ họng. Nhưng cái cổ họng không thì không đủ. Phải lao động, rèn luyện và phấn đấu không mệt mỏi. Không bao giờ cảm thấy tự hài lòng với chính mình, không để thời gian và cơ hội vụt qua. Đó là điều tôi muốn gửi gắm đến bạn trẻ. | ” |
| — ca sĩ Ngọc Tân | |   |

## Đánh giá về Ngọc Tân
| “              | Với Ngọc Tân, Hà Nội là một phần trong anh. Dù có nhà ở TP.HCM nhưng anh thường có mặt và có chương trình ở Hà Nội. Anh từng nói với bạn bè: "Những bài hát về Hà Nội luôn làm tôi nhớ tới những kỷ niệm tuổi thơ của mình". Với người Hà Nội, Ngọc Tân là một trong những giọng ca vàng. Mỗi năm anh phải "trình diện" một chương trình. Khi vắng anh thì lại có người thắc mắc. Bản thân anh cũng thấy "nhớ" khi vắng Hà Nội lâu ngày. Nếu ở TP.HCM Ngọc Tân xuất hiện ít ỏi tại một số nơi, thì ở Hà Nội trông anh thoải mái hơn với quần short, áo pull trắng cùng cây vợt tennis mỗi chiều. | ” |
| — Trần Nhật Vy | |   |

## Giải thưởng
- Ông đã đoạt Giải Đặc biệt cuộc thi nhạc nhẹ "Con người và biển cả" tại Cộng hòa Dân chủ Đức năm 1979.[8]
- Ông được báo chí xưng tụng là nam danh ca số một của Việt Nam thập niên 1980.

## Danh sách đĩa nhạc

### Album phòng thu
- Hà Nội ơi ta nhớ không quên (1996)
- Vầng trăng & con đường (1996)
- Chảy đi sông ơi (1997)
- Khoảnh khắc (1997)
- Một chút gió đầu mùa (2001)
- Con người và biển cả (2004)
- Hà Nội ngày trở về (2004)
- Hà Nội ngày chia xa... (2004)

## Biểu diễn trực tiếp
- 1994: Biển của một thời tại Nhà hát Lớn Hà Nội.[9]
- 11-12/01/2001: Có một tình yêu cùng Hồng Nhung tại Cung Văn hóa Lao động Hữu nghị Việt Xô.
- 22-24/3/2002: Mùa xuân đầu tiên cùng Ánh Tuyết tại Cung Văn hóa Lao động Hữu nghị Việt Xô[10].